# Alfabeto hebraico
O sistema de escrita hebraico, também conhecido como Alef-Beit, é o abjad utilizado para a escrita em hebraico, que é uma língua semítica pertencente à família das línguas afro-asiáticas, falada em Israel, foi criado por volta do século III a.C.. Também é utilizado para escrever o iídiche (ver Ortografia iídiche), língua germânica falada pelos judeus da Europa Oriental e Alemanha; e o ladino, dialeto utilizado pelos judeus sefarditas. Assim como na escrita árabe, nesse alfabeto, os textos são escritos no sentido anti-horário ou seja, da direita para a esquerda.
Apesar de ser chamado de "alfabeto", a escrita, na verdade, é um abjad, ou seja, todos os caracteres representam consoantes. Opcionalmente, as vogais são representadas com diacríticos colocados, sobre, sob ou ao lado das letras.
Na língua hebraica, por exemplo, que usa a escrita hebraica, as vogais não são representadas geralmente na escrita do dia a dia. Isso quer dizer que um falante de hebraico consegue ler corretamente a palavra se ela for previamente conhecida. Por exemplo, a palavra Espanha em hebraico é "sefarad", porém é escrita na escrita hebraica somente com as letras que correspondem às letras latinas S, F, R e D sendo portanto escrita dessa maneira "sfrd" (ספרד), o que faz com que seja difícil saber suas vogais sem conhecer a palavra, a não ser que sejam acrescentados diacríticos indicadores de vogais (סְפָרַד).

## Alfabeto
A leitura correta do hebraico é da direita para a esquerda. Sua escrita também se inicia da direita para esquerda. O alfabeto não contem vogais, mas para facilitar foram-se criados os sinais massoréticos (relativos a vogais hebraicas).
Na segunda metade do primeiro milênio da era atual, os escribas conhecidos como massoretas (doutores da Torah) introduziram um sistema de sinais vocálicos, para facilitar a leitura do texto consonantal em hebraico. A Massorah era um conjunto de comentários críticos e gramaticais (soletração, vocalização, divisão em orações e parágrafos, etc.). A palavra "Massorah" é uma palavra hebraica que quer dizer "tradição".
No hebraico antigo escrevia-se somente com consoantes, e as vogais eram somente pronunciadas, isto é, as vogais eram transmitidas através das gerações do povo judeu oralmente (e não de forma escrita), visto que a escrita da língua hebraica possuía apenas as consoantes. Os massoretas foram os responsáveis pela adição de vogais no texto hebraico moderno.
Os sinais massoréticos pecam pelo facto de não serem capazes de garantir a fonética precisa das palavras que pela simples existência de consoantes vocálicas era possível, ou seja existem letras que fazem o papel de vogais, sendo assim deve remover-se o sinal massorético do hebraico sempre que se pretenda chegar a fonética dos antigos.
Em hebraico há cinco letras "sofit" (finais), ou seja, que são escritas de forma diferente quando aparecem no final da palavra. Somente a escrita é alterada, enquanto o som continua o mesmo: "Chaf", "Mem", "Nun", "Pe" e "Tsade".
| Alef  | Bet | Gimel | Dalet  | He   | Vav | Zayin | Heth | Tet  | Yod  | Kaf |
| ----- | --- | ----- | ------ | ---- | --- | ----- | ---- | ---- | ---- | --- |
| א     | ב   | ג     | ד      | ה    | ו   | ז     | ח    | ט    | י    | כ   |
| א     | ב   | ג     | ד      | ה    | ו   | ז     | ח    | ט    | י    | ך   |
| Lamed | Mem | Nun   | Samekh | Ayin | Pe  | Tzadi | Qoph | Resh | Shin | Tav |
| ל     | מ   | נ     | ס      | ע    | פ   | צ     | ק    | ר    | ש    | ת   |
| ל     | ם   | ן     | ס      | ע    | ף   | ץ     | ק    | ר    | ש    | ת   |

## Pronúncia das letras e seus nomes
| fé | Nome das letras | Nome das letras | Padrão israelense de pronúncia |
| fé | MW              | Unicode         | Padrão israelense de pronúncia |
| -- | --------------- | --------------- | ------------------------------ |
| א  | Aleph           | Alef            | /ˈalef/                        |
| בּ  | Bet             | Bet             | /bet/                          |
| ב  | Bet             | Bet             | /bet/                          |
| ג  | Guímel          | Guímel          | /ˈɡimel/                       |
| ד  | Dalet           | Dalet           | /ˈdalet/                       |
| ה  | He              | He              | /he/                           |
| ו  | Waw             | Vav             | /vav/                          |
| ז  | Zayin           | Zayin           | /ˈzajin/                       |
| ח  | Het             | Het             | /ħet/                          |
| ט  | Tet             | Tet             | /tet/                          |
| י  | Yod             | Yod             | /yod/                          |
| כּ  | Kaph            | kaf             | /kaf/                          |
| כ  | Kaph            | kaf             | /kaf/                          |
| ך  |                 | Kaf final       | /kaf sofit/                    |
| ל  | Lamed           | Lamed           | /ˈlamed/                       |
| מ  | Mem             | Mem             | /mem/                          |
| ם  |                 | Mem final       | /mem sofit/                    |
| נ  | Nun             | Nun             | /nun/                          |
| ן  |                 | Nun final       | /nun sofit/                    |
| ס  | Samek           | Samek           | /ˈsameχ/                       |
| ע  | Ayin            | Ayin            | /ˈʕajin/                       |
| פּ  | Pe              | Pe              | /pe/                           |
| פ  | Pe              | Pe              | /pe/                           |
| ף  |                 | Pe final        | /pe sofit/                     |
| צ  | Tsade           | Tsadi           | /ˈtsadi/                       |
| ץ  |                 | Tsade final     | /ˈtsadi sofit/                 |
| ק  | Qoph            | Qof             | /kof/                          |
| ר  | Resh            | Resh            | /reʃ/                          |
| ש  | Shin            | Shin            | /ʃin/                          |
| תּ  | Tav             | Tav             | /tav/                          |
| ת  | Tav             | Tav             | /tav/                          |

Nota: o alfabeto hebraico só utiliza consoantes, sendo que as vogais podem ser representadas por sinais diacríticos, chamados Nekudot (niqqud no singular), sinais massoréticos ou consoantes vocálicas (trocando o som da letra por uma determinada vogal).

## Variantes ortográficas
| Letra nome (Unicode) | Variantes        | Variantes        | Variantes        | Variantes        | Variantes | Variantes | Variantes      | Variantes |
| Letra nome (Unicode) | Hebraico moderno | Hebraico moderno | Hebraico moderno | Hebraico moderno | Antigo    | Antigo    | Antigo         | Antigo    |
| Letra nome (Unicode) | Serifa           | Sans- serif      | Mono- spaced     | Cursivo          | Rashi     | Fenício   | Paleo-Hebraico | Aramaico  |
| -------------------- | ---------------- | ---------------- | ---------------- | ---------------- | --------- | --------- | -------------- | --------- |
| Alef                 | א                | א                | א                |                  |           | Aleph     | Aleph          |           |
| Bet                  | ב                | ב                | ב                |                  |           | Beth      | Bet            |           |
| Gimel                | ג                | ג                | ג                |                  |           | Gimel     | Gimel          |           |
| Dalet                | ד                | ד                | ד                |                  |           | Daleth    | Daled          |           |
| He                   | ה                | ה                | ה                |                  |           | He        | Heh            |           |
| Vav                  | ו                | ו                | ו                |                  |           | Waw       | Vav            |           |
| Zayin                | ז                | ז                | ז                |                  |           | Zayin     | Zayin          |           |
| Het                  | ח                | ח                | ח                |                  |           | Heth      | Khet           |           |
| Tet                  | ט                | ט                | ט                |                  |           | Teth      | Tet            |           |
| Yod                  | י                | י                | י                |                  |           | Yodh      | Yud            |           |
| Kaf                  | כ                | כ                | כ                |                  |           | rhaph     | Khof           |           |
| Final Kaf            | ך                | ך                | ך                |                  |           | rhaph     | Khof           |           |
| Lamed                | ל                | ל                | ל                |                  |           | Lamedh    | Lamed          |           |
| Mem                  | מ                | מ                | מ                |                  |           | Mem       | Mem            |           |
| Final Mem            | ם                | ם                | ם                |                  |           | Mem       | Mem            |           |
| Nun                  | נ                | נ                | נ                |                  |           | Nun       | Nun            |           |
| Final Nun            | ן                | ן                | ן                |                  |           | Nun       | Nun            |           |
| Samekh               | ס                | ס                | ס                |                  |           | Samekh    | Samekh         |           |
| Ayin                 | ע                | ע                | ע                |                  |           | Ayin      | Ayin           |           |
| Pe                   | פ                | פ                | פ                |                  |           | Pe        | Pey            |           |
| Final Pe             | ף                | ף                | ף                |                  |           | Pe        | Pey            |           |
| Tsadi                | צ                | צ                | צ                |                  |           | Sade      | Tzadi          | ,         |
| Final Tsadi          | ץ                | ץ                | ץ                |                  |           | Sade      | Tzadi          | ,         |
| Qof                  | ק                | ק                | ק                |                  |           | Qoph      | Quf            |           |
| Resh                 | ר                | ר                | ר                |                  |           | Res       | Resh           |           |
| Shin                 | ש                | ש                | ש                |                  |           | Sin       | Shin           |           |
| Tav                  | ת                | ת                | ת                |                  |           | Taw       | Tof            |           |

## Valor numérico das letras
| letra | valor numérico |   | letra | valor numérico |     | letra | valor numérico |
| א     | 1              | י | 10    | ק              | 100 |       |                |
| ב     | 2              | כ | 20    | ר              | 200 |       |                |
| ג     | 3              | ל | 30    | ש              | 300 |       |                |
| ד     | 4              | מ | 40    | ת              | 400 |       |                |
| ה     | 5              | נ | 50    | ך              | 500 |       |                |
| ו     | 6              | ס | 60    | ם              | 600 |       |                |
| ז     | 7              | ע | 70    | ן              | 700 |       |                |
| ח     | 8              | פ | 80    | ף              | 800 |       |                |
| ט     | 9              | צ | 90    | ץ              | 900 |       |                |

## Transcrição e transliteração das letras hebraicas
| Clique em "expandir" para ver a tabela e seus exemplos. | Clique em "expandir" para ver a tabela e seus exemplos. | Clique em "expandir" para ver a tabela e seus exemplos. | Clique em "expandir" para ver a tabela e seus exemplos. | Clique em "expandir" para ver a tabela e seus exemplos. | Clique em "expandir" para ver a tabela e seus exemplos. | Clique em "expandir" para ver a tabela e seus exemplos. | Clique em "expandir" para ver a tabela e seus exemplos. | Clique em "expandir" para ver a tabela e seus exemplos. | Clique em "expandir" para ver a tabela e seus exemplos. | Clique em "expandir" para ver a tabela e seus exemplos. | Clique em "expandir" para ver a tabela e seus exemplos. | Clique em "expandir" para ver a tabela e seus exemplos. | Clique em "expandir" para ver a tabela e seus exemplos. | Clique em "expandir" para ver a tabela e seus exemplos. |
| ------------------------------------------------------- | ------------------------------------------------------- | ------------------------------------------------------- | ------------------------------------------------------- | ------------------------------------------------------- | ------------------------------------------------------- | ------------------------------------------------------- | ------------------------------------------------------- | ------------------------------------------------------- | ------------------------------------------------------- | ------------------------------------------------------- | ------------------------------------------------------- | ------------------------------------------------------- | ------------------------------------------------------- | ------------------------------------------------------- |
| Letra hebraica                                          | exemplo                                                 | Tradução                                                |                                                         | translietração do israelense padrão – regular           | exemplo                                                 |                                                         | Transliteração do israelense padrão – preciso           | exemplo                                                 |                                                         | AFI transcrição fonética                                | exemplo                                                 |                                                         | AFI transcrição fonética                                | exemplo                                                 |
| אconsonantal, in initial word positions                 | אִם                                                      | if                                                      | nada[A1]                                                | im                                                      |                                                         |                                                         |                                                         |                                                         | [ʔ]                                                     | [ʔim]                                                   |                                                         |                                                         |                                                         |                                                         |
| אconsonantal, in non initial word positions             | שָׁאַל                                                     | asked                                                   | '                                                       | sha'ál                                                  | ʾ                                                       | shaʾál                                                  | /ʔ/                                                     | /ʃaˈʔal/                                                |                                                         |                                                         |                                                         |                                                         |                                                         |                                                         |
| אsilencioso                                             | רִאשׁוֹן                                                   | primeiro                                                | nada[A2]                                                | rishón                                                  |                                                         |                                                         |                                                         |                                                         |                                                         |                                                         |                                                         |                                                         |                                                         |                                                         |
| בּ                                                       | בֵּן                                                      | filho                                                   | b                                                       | ben                                                     |                                                         |                                                         |                                                         |                                                         |                                                         |                                                         |                                                         |                                                         |                                                         |                                                         |
| ב                                                       | טוֹב                                                     | bom                                                     | v                                                       | tov                                                     |                                                         |                                                         |                                                         |                                                         |                                                         |                                                         |                                                         |                                                         |                                                         |                                                         |
| גּ                                                       | גַּג                                                      | telhado                                                 | g                                                       | gag                                                     | g                                                       | gaḡ                                                     |                                                         |                                                         |                                                         |                                                         |                                                         |                                                         |                                                         |                                                         |
| ג                                                       | גַּג                                                      | telhado                                                 | g                                                       | gag                                                     | ḡ                                                       | gaḡ                                                     |                                                         |                                                         |                                                         |                                                         |                                                         |                                                         |                                                         |                                                         |
| ג׳                                                      | ג׳וּק                                                    | aluamente                                               | ǧ[B1]                                                   | ǧuk                                                     |                                                         |                                                         | /d͡ʒ/                                                    | /d͡ʒuk/                                                  |                                                         |                                                         |                                                         |                                                         |                                                         |                                                         |
| דּ                                                       | דּוּד                                                     | caldeira                                                | d                                                       | dud                                                     | d                                                       | duḏ                                                     |                                                         |                                                         |                                                         |                                                         |                                                         |                                                         |                                                         |                                                         |
| ד                                                       | דּוּד                                                     | caldeira                                                | d                                                       | dud                                                     | ḏ                                                       | duḏ                                                     |                                                         |                                                         |                                                         |                                                         |                                                         |                                                         |                                                         |                                                         |
| הconsonântico                                           | הֵד                                                      | eco                                                     | h                                                       | hed                                                     |                                                         |                                                         |                                                         |                                                         |                                                         |                                                         |                                                         |                                                         |                                                         |                                                         |
| הsilencioso                                             | פֹּה                                                      | aqui                                                    | nada[A3]                                                | po                                                      |                                                         |                                                         |                                                         |                                                         |                                                         |                                                         |                                                         |                                                         |                                                         |                                                         |
| וconsonântico                                           | וָו                                                      | gancho                                                  | v                                                       | vav                                                     | w                                                       | waw                                                     |                                                         |                                                         |                                                         |                                                         |                                                         |                                                         |                                                         |                                                         |
| וּ                                                       | הוּא                                                     | ele                                                     | u                                                       | hu                                                      |                                                         |                                                         |                                                         |                                                         |                                                         |                                                         |                                                         |                                                         |                                                         |                                                         |
| וֹ                                                       | לוֹ                                                      | a ele                                                   | o                                                       | lo                                                      |                                                         |                                                         |                                                         |                                                         | [o̞] ou [ɔ̝]                                              | [lo̞, lɔ̝]                                                |                                                         |                                                         |                                                         |                                                         |
| ז                                                       | זֶה                                                      | este                                                    | z                                                       | ze                                                      |                                                         |                                                         |                                                         |                                                         |                                                         |                                                         |                                                         |                                                         |                                                         |                                                         |
| ז׳                                                      | זָ׳רְגוֹן                                                  | jargão                                                  | ž[B2]                                                   | žargón                                                  |                                                         |                                                         | /ʒ/                                                     | /ʒarˈɡon/                                               |                                                         |                                                         |                                                         |                                                         |                                                         |                                                         |
| ח                                                       | חַם                                                      | quente                                                  | ẖ [C1]                                                  | ẖam                                                     | ḥ                                                       | ḥam                                                     | /x/ ou /χ/                                              | /xam/                                                   | [χ]                                                     | [χam]                                                   |                                                         |                                                         |                                                         |                                                         |
| ח                                                       | חַם                                                      | quente                                                  | ẖ [C1]                                                  | ẖam                                                     | ḥ                                                       | ḥam                                                     | dialetal [ħ]                                            | [ħam]                                                   |                                                         |                                                         |                                                         |                                                         |                                                         |                                                         |
| ט                                                       | קָט                                                      | minúsculo                                               | t                                                       | kat                                                     | ṭ                                                       | kaṭ                                                     |                                                         |                                                         |                                                         |                                                         |                                                         |                                                         |                                                         |                                                         |
| יconsonântico                                           | יָם                                                      | mar                                                     | y                                                       | yam                                                     |                                                         |                                                         | /j/                                                     | /jam/                                                   |                                                         |                                                         |                                                         |                                                         |                                                         |                                                         |
| יparte do hireque (/i/ vogal)                           | בִּי                                                      | em mim                                                  | i                                                       | bi                                                      |                                                         |                                                         |                                                         |                                                         |                                                         |                                                         |                                                         |                                                         |                                                         |                                                         |
| יparte do tsere (/e/ vogal ou /ei/ ditongo)             | מֵידָע                                                    | informação                                              | e                                                       | medá                                                    | é                                                       | médá                                                    | /e/ ou /ej/                                             | /meˈda/ ou /mejˈda/                                     |                                                         |                                                         |                                                         |                                                         |                                                         |                                                         |
| כּ, ךּ                                                    | כֹּה                                                      | assim como                                              | k                                                       | ko                                                      |                                                         |                                                         |                                                         |                                                         |                                                         |                                                         |                                                         |                                                         |                                                         |                                                         |
| כ, ך                                                    | סְכָךְ                                                     | branch-roofing                                          | kh [C2]                                                 | skhakh                                                  | ḵ                                                       | sḵaḵ                                                    | /x/ ou /χ/                                              | /sxax/                                                  | [χ]                                                     | [sχaχ]                                                  |                                                         |                                                         |                                                         |                                                         |
| ל                                                       | לִי                                                      | a mim                                                   | l                                                       | li                                                      |                                                         |                                                         |                                                         |                                                         |                                                         |                                                         |                                                         |                                                         |                                                         |                                                         |
| מ, ם                                                    | מוּם                                                     | defeito                                                 | m                                                       | mum                                                     |                                                         |                                                         |                                                         |                                                         |                                                         |                                                         |                                                         |                                                         |                                                         |                                                         |
| נ, ן                                                    | נִין                                                     | great-grandson                                          | n                                                       | nin                                                     |                                                         |                                                         |                                                         |                                                         |                                                         |                                                         |                                                         |                                                         |                                                         |                                                         |
| ס                                                       | סוֹף                                                     | e                                                       | s                                                       | sof                                                     |                                                         |                                                         |                                                         |                                                         |                                                         |                                                         |                                                         |                                                         |                                                         |                                                         |
| עem posição inicial ou final nas palavras               | עַדְלֹאיָדַע                                                 | Purim-parade                                            | nada[A4]                                                | adloyáda                                                | ʿ                                                       | ʿadloyádaʿ                                              |                                                         |                                                         | somente em posição inicial nas palavras [ʔ]             | [ˌʔadlo̞ˈjada]                                           |                                                         |                                                         |                                                         |                                                         |
| עem posição inicial ou final nas palavras               | עַדְלֹאיָדַע                                                 | Purim-parade                                            | nada[A4]                                                | adloyáda                                                | ʿ                                                       | ʿadloyádaʿ                                              | dialetal /ʕ/                                            | /ˌʕadloˈjadaʕ/                                          |                                                         |                                                         |                                                         |                                                         |                                                         |                                                         |
| עem posições médias nas palavras                        | מוֹעִיל                                                   | útil                                                    | '                                                       | mo'íl                                                   | ʿ                                                       | moʿíl                                                   | /ʔ/                                                     | /moˈʔil/                                                |                                                         |                                                         |                                                         |                                                         |                                                         |                                                         |
| עem posições médias nas palavras                        | מוֹעִיל                                                   | útil                                                    | '                                                       | mo'íl                                                   | ʿ                                                       | moʿíl                                                   | dialetal /ʕ/                                            | /moˈʕil/                                                |                                                         |                                                         |                                                         |                                                         |                                                         |                                                         |
| פּ[D]                                                    | טִיפּ                                                     | topo                                                    | p                                                       | tip                                                     |                                                         |                                                         |                                                         |                                                         |                                                         |                                                         |                                                         |                                                         |                                                         |                                                         |
| פ, ף                                                    | פִסְפֵס                                                    | não se nota                                             | f                                                       | fisfés                                                  |                                                         |                                                         |                                                         |                                                         |                                                         |                                                         |                                                         |                                                         |                                                         |                                                         |
| צ, ץ                                                    | צִיץ                                                     | botão                                                   | ts                                                      | tsits                                                   | ẓ                                                       | ẓiẓ                                                     | /t͡s/                                                    | /t͡sit͡s/                                                 |                                                         |                                                         |                                                         |                                                         |                                                         |                                                         |
| צ׳, ץ׳                                                  | ריצ׳רץ׳                                                 | zunido                                                  | č[B3]                                                   | ríčrač                                                  |                                                         |                                                         | /t͡ʃ/                                                    | /ˈrit͡ʃrat͡ʃ/                                             |                                                         |                                                         |                                                         |                                                         |                                                         |                                                         |
| ק                                                       | קוֹל                                                     | som                                                     | k                                                       | kol                                                     | q                                                       | qol                                                     |                                                         |                                                         |                                                         |                                                         |                                                         |                                                         |                                                         |                                                         |
| ר                                                       | עִיר                                                     | cidade                                                  | r                                                       | ir                                                      |                                                         |                                                         |                                                         |                                                         | [ʀ] ou [ʁ]                                              | [iʀ] ou [iʁ]                                            |                                                         |                                                         |                                                         |                                                         |
| שׁ                                                       | שָׁם                                                      | there                                                   | sh                                                      | sham                                                    | š                                                       | šam                                                     | /ʃ/                                                     | /ʃam/                                                   |                                                         |                                                         |                                                         |                                                         |                                                         |                                                         |
| שׂ                                                       | שָׂם                                                      | put                                                     | s                                                       | sam                                                     | ś                                                       | śam                                                     |                                                         |                                                         |                                                         |                                                         |                                                         |                                                         |                                                         |                                                         |
| תּ                                                       | תּוּת                                                     | strawberry                                              | t                                                       | tut                                                     | t                                                       | tuṯ                                                     |                                                         |                                                         |                                                         |                                                         |                                                         |                                                         |                                                         |                                                         |
| ת                                                       | תּוּת                                                     | strawberry                                              | t                                                       | tut                                                     | ṯ                                                       | tuṯ                                                     |                                                         |                                                         |                                                         |                                                         |                                                         |                                                         |                                                         |                                                         |

| Letras hebraicas                                     |          | Transliteração do israelense padrão – regular |              | Transliteração do israelense padrão – preciso |  | AFI Transcrição fonética |  | AFI Transcrição fonética |
| אconsonântico, em nenhuma posição inicial na palavra | nada[A1] |                                               |              | [ʔ]                                           |  |                          |  |                          |
| אconsonântico, em nenhuma posição inicial na palavra | '        | ʾ                                             | /ʔ/          |                                               |  |                          |  |                          |
| אsilencioso                                          | nada[A2] |                                               |              |                                               |  |                          |  |                          |
| בּ                                                    | b        |                                               |              |                                               |  |                          |  |                          |
| ב                                                    | v        |                                               |              |                                               |  |                          |  |                          |
| גּ                                                    | g        | g                                             |              |                                               |  |                          |  |                          |
| ג                                                    | g        | ḡ                                             |              |                                               |  |                          |  |                          |
| ג׳                                                   | ǧ[B1]    |                                               | /d͡ʒ/         |                                               |  |                          |  |                          |
| דּ                                                    | d        | d                                             |              |                                               |  |                          |  |                          |
| ד                                                    | d        | ḏ                                             |              |                                               |  |                          |  |                          |
| הconsoante vocálica                                  | a        |                                               |              |                                               |  |                          |  |                          |
| הconsonântico                                        | h        |                                               |              |                                               |  |                          |  |                          |
| הsilencioso                                          | nada[A3] |                                               |              |                                               |  |                          |  |                          |
| וconsonântico                                        | v        | w                                             |              |                                               |  |                          |  |                          |
| וּ                                                    | u        |                                               |              |                                               |  |                          |  |                          |
| וֹ                                                    | o        |                                               |              | [o̞] ou [ɔ̝]                                    |  |                          |  |                          |
| ז                                                    | z        |                                               |              |                                               |  |                          |  |                          |
| ז׳                                                   | ž[B2]    |                                               | /ʒ/          |                                               |  |                          |  |                          |
| ח                                                    | ẖ[C1]    | ḥ                                             | /x/ ou /χ/   | [χ]                                           |  |                          |  |                          |
| ח                                                    | ẖ[C1]    | ḥ                                             | dialetal [ħ] |                                               |  |                          |  |                          |
| ט                                                    | t        | ṭ                                             |              |                                               |  |                          |  |                          |
| י consoante vocálica                                 | y        |                                               | /i/          |                                               |  |                          |  |                          |
| יparte do hireque (/i/ vogal)                        | i        |                                               |              |                                               |  |                          |  |                          |
| יparte do tsere (/e/ vogal ou /ei/ ditongo)          | e        | é                                             | /e/ ou /ei/  |                                               |  |                          |  |                          |
| כּ, ךּ                                                 | k        |                                               |              |                                               |  |                          |  |                          |
| כ, ך                                                 | kh[C2]   | ḵ                                             | /x/ ou /χ/   | [χ]                                           |  |                          |  |                          |
| ל                                                    | l        |                                               |              |                                               |  |                          |  |                          |
| מ, ם                                                 | m        |                                               |              |                                               |  |                          |  |                          |
| נ, ן                                                 | n        |                                               |              |                                               |  |                          |  |                          |
| ס                                                    | s        |                                               |              |                                               |  |                          |  |                          |
| עem posições iniciais ou finais nas palavras         | nada[A4] | ʿ                                             |              | somente em posição inicial na palavra [ʔ]     |  |                          |  |                          |
| עem posições iniciais ou finais nas palavras         | nada[A4] | ʿ                                             | dialetal /ʕ/ |                                               |  |                          |  |                          |
| עem posições médias nas palavras                     | '        | ʿ                                             | /ʔ/          |                                               |  |                          |  |                          |
| עem posições médias nas palavras                     | '        | ʿ                                             | dialetal /ʕ/ |                                               |  |                          |  |                          |
| פּ[D]                                                 | p        |                                               |              |                                               |  |                          |  |                          |
| פ, ף                                                 | f        |                                               |              |                                               |  |                          |  |                          |
| צ, ץ                                                 | ts       | ẓ                                             | /t͡s/         |                                               |  |                          |  |                          |
| צ׳, ץ׳                                               | č[B3]    |                                               | /t͡ʃ/         |                                               |  |                          |  |                          |
| ק                                                    | k        | q                                             |              |                                               |  |                          |  |                          |
| ר                                                    | r        |                                               |              | [ʀ] ou [ʁ]                                    |  |                          |  |                          |
| שׁ                                                    | sh       | š                                             | /ʃ/          |                                               |  |                          |  |                          |
| שׂ                                                    | s        | ś                                             |              |                                               |  |                          |  |                          |
| תּ                                                    | t        | t                                             |              |                                               |  |                          |  |                          |
| ת                                                    | t        | ṯ                                             |              |                                               |  |                          |  |                          |

### Representação e transliteração das vogais hebraicas
| Vogal | Longa | Longa        | Breve | Breve        | Semivogal | Semivogal    |
| A     | ָ      | Qamatz Gadol | ַ      | Patar        | ֲ          | Qatef Patar  |
| E     | ֵ      | Tserê        | ֶ      | Segol        | ֱ          | Sheva Segol  |
| I     | יִ     | Hireq Gadol  | ִ      | Hireq Qaton  | --        | (não há)     |
| O     | וֹ     | Vav Roulem   | ׇ      | Qamatz Qaton | ֳ          | Qatef Qamatz |
| U     | וּ     | Vav Shuruq   | ֻ      | Qibuts       | --        | (não há)     |